# 32 aC
El 32 aC fou un any de l'edat antiga que es coneixia a la seva època com l'any 722 ab urbe condita

## Esdeveniments
- Artaxes II d'Armènia recobra el tron armeni.
- Gneu Domici Ahenobarb (cònsol 32 aC) i Gai Sosi són cònsols.
- Els olmeques de Tres Zapotes creen un calendari encara conservat